# Артур Еро
Артур Еро (англ. Dan Ayrault, 21 січня 1935 — 24 лютого 1990) — американський академічний веслувальник.
Олімпійський чемпіон 1956 (розпашні двійки зі стерновим), 1960 (розпашні четвірки без стернового) років.